# Docuficció

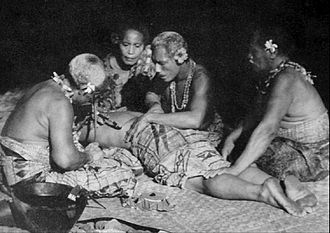
MOANA, de Robert Flaherty, primera docuficció de la història del cinema (1926)

La docuficció (de l'anglès: docufiction) és la combinació cinematogràfica de documental i ficció.
Es tracta d’un gènere cinematogràfic que intenta captar la realitat tal com és i, al mateix temps, introdueix elements irreals o situacions de ficció en la narrativa amb l’objectiu de la força de la representació d’aquesta realitat utilitzant algun tipus d’expressió artística.
Més precisament, és un documental combinat amb elements de ficció, en temps real, filmat quan els esdeveniments es duen a terme, i en el que algú, el personatge, juga el seu propi paper a la vida real. Cine de gènere en expansió, es adoptat per un número creixent de cineastes.
El nou terme va aparèixer a principis del segle XXI. Ara s'utilitza comunament en diversos idiomes i àmpliament acceptat per la classificació pels festivals internacionals de cine.

## Docudrama i el fals documental
Pel contrari, docudrama és generalment una recreació fictícia i dramatitzada de fets reals en forma d’un documental, en un moment posterior als esdeveniments "reals" que retrata. Un docudrama es confon sovint amb "docufiction" quan el drama es considera intercanviable amb la ficció. Normalment, no obstant, "docudrama" es refereix específicament als telefilms i altres zones d’oci en els medis de comunicació de televisió que dramatitzen certs esdeveniments sovint amb els actors.
Un fals documental és també un espectacle de cine o televisió en què els esdeveniments ficticis es presenten en format de documental, a vegades, una recreació de fets reals després que s'hagin produït, un comentari sobre l’actualitat, per norma general satíric, còmic o dramàtic. Retratant esdeveniments en un moment ulterior i en forma de ficció, tal com el docudrama, no es deu confondre amb "docufiction".
La paraula "docufiction" també a vegades s'utilitza per referir-se al periodisme literari. Ja sigui en el cine o la televisió, documental-ficció és un gènere cinematogràfic en ple desenvolupament durant la primera dècada d’aquest segle.

## Orígens de la docuficció
El terme implica una forma de fer cine ja practicada per autors com Robert Flaherty, un dels pares del documental i, més tard en el segle xx, Jean Rouch.
En la ficció, un actor representa a una altra persona i els esdeveniments s'inventen o manipulen. En la docuficció, la persona es representa a si mateixa, al mateix temps que improvisa i crea situacions fictícies. En ser ficció i documental, la docuficció és un gènere híbrid amb implicacions ètiques amb respecte a la veritat, perquè la realitat pot manipular-se i ser confosa amb la ficció.
En l’àmbit de la antropologia visual, el paper innovador de Jean Rouch el permet ser considerat com el pare d’un subgènere anomenat etnoficció. Aquest terme significa: documental etnogràfic amb natius que interpreten papers ficticis. La lògica darrere d’aquest tipus de documental híbrid és que, al fer-lis interpretar un paper sobre si mateixos. S'ajuda a reflectir la realitat, la qual es reforça amb les imatges. Un documental no etnogràfic amb elements de ficció utilitza el mateix mètode i, per les mateixes raons, pot ser anomenat docuficció.

## Docuficció per països
- 1926: Moana, de Robert Flaherty, Estats Units
- 1930: María del Mar per Leitão de Barros, Portugal
- 1932: L'or des mers, de Jean Epstein, França
- 1948: La tierra tiembla, de Luchino Visconti, Itàlia
- 1963: Pour la suite du monde, de Pierre Perrault i Michel Brault, Canadà
- 1981: Transes, d'Ahmed El Manouni, Marroc
- 1988: Mortu Nega, de Flora Gomes, Guin-Bissau
- 1990: Close-up, d'Abbas Kiarostami, Iran
- 1991: Zombie y el tren fantasma, de Mika Kaurismki, Finlàndia (article al The New York Times)
- 2002: Ciudad de Dios de Fernando Meirelles i Lund KTIA, Brasil
- 2005: Subexposición, de Oday Rasheed, Iraq
- 2013: The Great Martian War 1913-1917 de Mike Slee, Canadà - Regne Unit

## Altres exemples notables de docuficció
- 1931: Tabú, de Robert Flaherty i F. W. Murnau
- 1934: Man of Aran, de Robert Flaherty
- 1945: Ala-Arriba!, de Leitão de Barros
- 1948: Louisiana Story, de Robert Flaherty
- 1956: En el Bowery, de Lionel Rogosin
- 1958: Moi, un noir, de Jean Rouch
- 1958-1959 Indie Matra Bhumi, de Roberto Rossellini, llançat el 2007
- 1959: Come Back, Africa, de Lionel Rogosin
- 1961: La Pyramide humaine de Jean Rouch
- 1962: Consagración de la Primavera, de Manoel de Oliveira
- 1967: El diario de David Holzman, de Jim McBride
- 1973: Trevico-Torino, d'Ettore Scola
- 1974: Orderers, de Michel Brault
- 1976: El cambio de las mareas, de Ricardo Costa
- 1976: La gente de Praia da Vieira, d'António Campos[16]
- 1976: Trás-os-Montes (pel·lícula), d'António Reis i Margarida Cordeiro[17][18]
- 1979: Pan y vino, de Ricardo Costa
- 1982: Ana (pel·lícula), de António Reis i Margarida Cordeiro[19]
- 1982: Después de la Hacha, de Sturla Gunnarsson
- 1990: La compañía de extraños, de Cynthia Scott